# Wągrodno (gmina)
Wągrodno (od 1952 Wola Wągrodzka) – dawna gmina wiejska istniejąca do 1952 roku w woj. warszawskim. Siedzibą gminy było Wągrodno.
Za Królestwa Polskiego gmina należała do powiatu górnokalwaryjskiego w guberni warszawskiej. W związku ze zniesieniem powiatu górnokalwaryjskiego w 1879 gminę przyłączono do powiatu grójeckiego w tejże guberni.
W okresie międzywojennym gmina Wągrodno należała do powiatu grójeckiego w woj. warszawskim. Po wojnie gmina zachowała przynależność administracyjną. 
1 lipca 1952 roku:
- gromady Gościeńczyce i Wilcza Wólka włączono do gminy Kobylin w powiecie grójeckim;
- gromady Gabryelin i Ławki włączono do nowo utworzonej gminy Sobików w powiecie grójeckim, którą równocześnie włączono do nowo utworzonego powiatu piaseczyńskiego w tymże województwie;
- gromadę Łoś włączono do nowo utworzonej gminy Głosków w powiecie grójeckim, którą równocześnie włączono do nowo utworzonego powiatu piaseczyńskiego w tymże województwie;
- pozostały obszar gminy Wągrodno – gromady Biały Ług, Błonie, Chosna, Dobrzenica, Jaroszowa Wola, Jeziórko, Kamionka, Kędzierówka, Koryta, Krępa, Krupia Wólka, Ludwików, Piskórka, Prażmowska Wola, Prażmowska Wola Nowa, Prażmów Nowy, Ustanów, Uwieliny, Wągrodno, Wągrodno Nowe, Wola Wągrodzka i Zawodne – przekształcono w gminę Wola Wągrodzka, którą równocześnie włączono do nowo utworzonego powiatu piaseczyńskiego w tymże województwie.

W dniu powołania gmina Wola Wągrodzka była podzielona na 23 gromady.